# Kabir

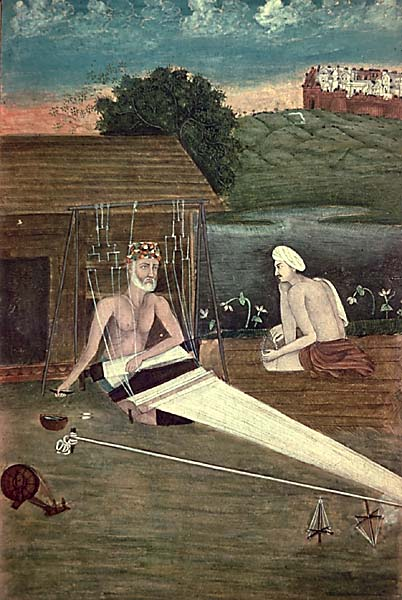
Kabir con un discípulo.

Kabir (Benarés, 1440 - Maghar, cerca de Gorakhpur, 1518): 14–15  fue un poeta, músico, místico, filósofo y santo de la India cuya literatura influenció el movimiento religioso bhakti (devocional) y Kabir Sagar. Se lo conoce también como Bhagat Kabir Yi (San Kabir).
- कबीर, en idioma hindí
- ਕਬੀਰ, en panyabí
- کبير, en idioma urdú

Kabir es el poeta místico más venerado de la India e influenció grandemente a la comunidad sij, se le considera integrante de la primera generación de santos del norte del país.
No se definió ni como hinduista, musulmán o sufi. Desdeñó credos, denominaciones, ascetismos y religiones llevando la filosofía oriental a un nuevo rumbo. Para Kabir la vida se reducía a un juego entre el alma de cada hombre (yivatma) y Dios (paramatma); lograr la unión de ambos es la misión de la vida terrenal.
Según Kabir "Dios es el aliento de todo cuanto respira” y “Quien ha hallado el amor y la renuncia, jamás conoce la muerte”.
Nacido en la ciudad de Varanasi en lo que ahora es Uttar Pradesh, es conocido por ser crítico tanto con la religión organizada como con las religiones. Cuestionó lo que consideraba prácticas sin sentido y poco éticas de todas las religiones, principalmente lo que consideraba prácticas incorrectas en las religiones hindú y musulmana. Durante su vida, fue amenazado tanto por hindúes como por musulmanes por sus puntos de vista. Cuando murió, varios hindúes y musulmanes que habían inspirado lo reclamaron como suyo.
Kabir sugirió que la "Verdad" está con la persona que está en el camino de la rectitud, considerando todo, vivo y no vivo, como divino, y que está pasivamente desapegado de los asuntos del mundo. Para conocer la Verdad, sugirió Kabir, abandona el "Yo", o el ego. El legado de Kabir sobrevive y continúa a través del Kabir panth ("Camino de Kabir"), una comunidad religiosa que lo reconoce como su fundador y es una de las sectas de Sant Mat. Sus miembros son conocidos como Kabir panthis.

## Vida y obra
Hilador, tejedor y artesano de la India, fue criado por una pareja de musulmanes sin hijos que lo hallaron cerca del lago Lahara Tara en las inmediaciones de Benarés donde vivió el resto de su vida. El origen de su nacimiento está rodeado por un aura de leyenda y no se sabe si nació en 1398 o en 1440.
Otra versión dice que fue el hijo abandonado de una viuda Brahmin siendo adoptado por la pareja musulmana.
La tradición dice que se casó con Loi y tuvo dos hijos, Kamal y Kamali. Se cuenta que el emperador Sikandar Lodi enfurecido porque Kabir no lo reverenciaba lo aprisionó y torturó pero que finalmente lo liberó por su sagacidad e inteligencia.
Según algunos fue iniciado por el asceta del Vishnuísmo, Ramananda Swami y aunque analfabeto, sus poemas se transmitieron de boca en boca en lenguaje vernáculo. Más de 500 de sus versos permanecen en el Gurú Granth Sahib.
Empleó un método socrático dirigiéndose a todos los seres humanos sin distinción de casta, sexo, color, raza, religión u ocupación confrontándose con los gobernadores invasores mogules, sabios y sacerdotes hindúes de su era.
Predicó la unidad esencial de todas las religiones y fue crítico acerbo del hinduismo y el islam, sobre sus ritos sin sentido y repetición descuidada de mantras como consta en este poema:
No estoy en el templo ni en la mezquita,
ni en el santuario de La Meca,
ni en la morada de las divinidades hinduistas.
No estoy en los ritos y las ceremonias;
ni en el ascetismo y sus renunciaciones.
Si me buscas de veras me verás enseguida;
y llegará el momento en que me encuentres.
Del hinduismo aceptó las ideas de reencarnación y la ley del karma pero rechazó la idolatría, el ascetismo y el sistema de castas.
Del islam acogió el concepto de un solo Dios y de la igualdad de todos los varones.
Sus poemas altamente metafóricos se aplican a una filosofía universal. Insistió en la simplicidad y franqueza hacia la aproximación a lo divino, para él Dios era la manifestación de todo lo espiritual y lo material y el acercamiento hacia Dios, el deber y placer de todo ser vivo:
El Señor está en mí,
el Señor está en ti,
como la vida está en cada simiente.
Renuncia a un falso orgullo
y busca en ti a tu Señor.
Un millón de soles irradia su luz.
Al morir, se cuenta en una leyenda que hasta hoy se enseña en las escuelas de la India, estalló una disputa entre musulmanes e hinduistas que se disputaban su cadáver. Cuando abrieron el féretro, estaba vacío y en su lugar hallaron un libro donde los dos bandos escribieron todas las máximas que pudieron recordar.
Reverenciado igualmente por hindúes y musulmanes, es considerado como uno de los  precursores del sijismo, siendo su poesía incorporada en el Adi Granth.
Sus poemas alaban a los maestros que revelan la divinidad interior a través de la experiencia, prefieriéndola a cánticos, oraciones y rituales.
Sus ideas indujeron a la fundación de varios grupos y sectas, como la Kabir Panth, que lo reconoce como su principal guía o gurú.
El poeta y Premio Nobel de literatura Rabindranath Tagore hizo la más famosa traducción al inglés de sus poemas.
Su obra ha llegado como fuente de inspiración y sabiduría hasta nuestros días siendo objeto de gran popularidad como el más sencillo, aceptado poeta de la India, en apariencia fácil de interpretar. Entre sus admiradores se cuentan artistas, poetas, escritores y músicos.

## ¿Era Kabir hindú o musulmán?
El propio Kabir se negó a ser categorizado como perteneciente a uno de los hindúes, musulmanes, sufíes (místicos islámicos) o Bhakti. Muchas leyendas sobre su vida rodean este punto.
Se dice que Kabir creció en el seno de una familia de tejedores musulmanes, pero en realidad era hijo de una viuda brahmán que fue adoptada por una pareja sin hijos. Se dice que, tras su muerte, sus seguidores hindúes y musulmanes se pelearon por la cuestión del rito funerario. Cuando retiraron el sudario, el cuerpo fue sustituido por flores. Se dividieron entre los grupos; los musulmanes enterraron su mitad mientras que los hindúes incineraron la suya. En Maghar, su tumba (musulmana) y su estela conmemorativa (hindú) (que simboliza su samadhi) aún permanecen juntas hoy en día.
Según otra leyenda, Kabir se bañó tanto en el Ganges como en el Kamarshna poco antes de su muerte para purificarse de sus buenas y malas acciones.
Sin embargo, en sus obras queda claro que Kabir no crea una dicotomía entre hindúes y musulmanes. Más bien, se opone en general a la adoración meramente externa.
La actitud de Kabir ante el hecho de ser hindú y musulmán es también de gran interés por otra cuestión. Por ejemplo, desempeña un papel importante en David N. Lorenzen. En su ensayo de 1999 ¿Quién inventó el hinduismo?, Lorenzen discrepa de la afirmación de que el hinduismo fue una "invención" de los eruditos y administradores occidentales, en particular británicos, de la dominación colonial del siglo XIX. Lorenzen contradice este "argumento de construcción", como él lo llama, y afirma que el hinduismo (en el sentido de los conceptos actuales de hinduismo) ya existía antes de 1800 y, por tanto, no fue una "invención" británica. Como referencia autorizada para apoyar su tesis, Lorenzen cita una leyenda de Kabir, escrita por Anantadas, en la que Kabir es objeto de una acusación que le imputa haber adoptado ciertas "creencias y prácticas de los hindúes" son rechazadas. Lorenzen aprovecha ahora estas ideas particulares para adoptar una concepción estandarizada del hinduismo, que puede encontrarse mucho antes del siglo XIX.
Michael Bergunder ha señalado, sin embargo, que Lorenzen pasa por alto el hecho de que son los brahmanes quienes están haciendo una acusación en su propio nombre. Las ideas y prácticas son de origen brahmánico. En la leyenda de Anantada, sin embargo, los brahmanes "en ningún momento representan pars pro toto de los 'hindúes'". La preocupación de Lorenzen por encontrar una referencia en Kabir para apoyar su tesis del hinduismo antes de 1800 queda así en nada e incluso habla en su contra. Sólo se puede establecer la difusión de las ideas brahmánicas, que como tales no son puestas en duda ni siquiera por un "argumento de construcción". Este caso es interesante porque la tesis de Lorenzen no adopta una posición marginal. Ha hecho oír su argumento y éste ha sido ampliamente aceptado. Sin embargo, se basa en una fuerte dicotomía que sólo reconoce una identidad hindú sobre el trasfondo de un "otro musulmán contrastante" lo considera posible. Sin embargo, tal dicotomía no se encuentra en el pensamiento de Kabir.

## Obras traducidas
- Poemas místicos. 100 poemas de Kabir (traductor: Julio Peradejordi). España: Obelisco, 2000.
- Poemas breves (traductor: Jesús Aguado). José J. de Olañeta Editor e Indica Books, 2001. ISBN 978-84-7651-953-0.